# Landtagswahlkreis Sigmaringen
Der Wahlkreis Sigmaringen (Wahlkreis 70) ist ein Landtagswahlkreis im Süden von Baden-Württemberg. Er umfasst den gesamten Landkreis Sigmaringen. Wahlberechtigt waren bei der letzten Landtagswahl 2021 96.285 der insgesamt 131.059 Einwohner des Wahlkreises (Stand: 2009).
Die Grenzen der Landtagswahlkreise wurden nach der Kreisgebietsreform von 1973 zur Landtagswahl 1976 grundlegend neu zugeschnitten und seitdem nur punktuell geändert. Änderungen, die den Wahlkreis Sigmaringen betrafen, gab es seitdem keine.

## Wahl 2021
Die Landtagswahl 2021 hatte folgendes Ergebnis:
| Direktkandidat      | Partei       | Stimmen in % | Landtagswahl 2016 Stimmen in % |
| ------------------- | ------------ | ------------ | ------------------------------ |
| Andrea Bogner-Unden | Grüne        | 32,6         | 33,7                           |
| Klaus Burger        | CDU          | 27,8         | 32,3                           |
| Nicolas Gregg       | AfD          | 11,2         | 14,7                           |
| Wolfgang Schreiber  | SPD          | 6,2          | 6,8                            |
| Björn Brenner       | FDP          | 12,1         | 7,5                            |
| Susana Pereira Dias | DIE LINKE    | 2,4          | 1,8                            |
| Wolfgang Löw        | ödp          | 0,9          | 0,7                            |
| Peter Hildebrand    | Die PARTEI   | 1,4          | 0,6                            |
| Gordon-Yves Nothig  | Freie Wähler | 2,5          | –                              |
| Monika Schmidt      | dieBasis     | 1,0          | –                              |
| Peter Zeger         | KlimalisteBW | 0,6          | –                              |
| Mandy Wehner        | WiR2020      | 1,3          | –                              |
| –                   | Sonstige     | –            | 1,9                            |

## Wahl 2016
Die Landtagswahl 2016 hatte folgendes Ergebnis:
| Direktkandidat      | Partei    | Stimmen in % | Landtagswahl 2011 Stimmen in % | Landtagswahl 2006 Stimmen in % |
| ------------------- | --------- | ------------ | ------------------------------ | ------------------------------ |
| Andrea Bogner-Unden | Grüne     | 33,7         | 19,3                           | 8,5                            |
| Klaus Burger        | CDU       | 32,3         | 50,2                           | 53,8                           |
| Michael Femmer      | SPD       | 6,8          | 17,3                           | 18,8                           |
| Wolfgang Dobler     | FDP       | 7,5          | 4,9                            | 10,4                           |
| Melih Günaydin      | Die Linke | 1,8          | 2,0                            | 2,2                            |
| Sven Peters         | REP       | 0,6          | 2,0                            | 3,3                            |
| Anastasija Koren    | AfD       | 14,7         | –                              | –                              |
| Franz Weber         | ödp       | 0,7          | 1,3                            | 0,6                            |
| Wolfram Fischer     | NPD       | 0,5          | 1,0                            | 0,7                            |
| Lutz Borggräfe      | ALFA      | 0,8          | –                              | –                              |
| –                   | Sonstige  | 0,6          | –                              | 1,9                            |

## Abgeordnete seit 1976
Bei den Landtagswahlen in Baden-Württemberg hat jeder Wähler nur eine Stimme, mit der sowohl der Direktkandidat als auch die Gesamtzahl der Sitze einer Partei im Landtag ermittelt werden. Dabei gibt es keine Landes- oder Bezirkslisten, stattdessen werden zur Herstellung des Verhältnisausgleichs unterlegenen Wahlkreisbewerbern Zweitmandate zugeteilt.
| Partei | Art des Mandats | Abgeordnete |
| ------ | --------------- | --- |
| CDU    | Erstmandat      | Dietmar Schlee 1976, 1980, 1984, 1988, 1992, Mandat niedergelegt im November 1994 Ernst Behringer, nachgerückt am 21. November 1994; 1996, 2001, 2006 Tanja Gönner 2011, Mandat niedergelegt am 30. Juni 2012 Klaus Burger, nachgerückt am 3. Juli 2012 |
| CDU    | Zweitmandat     | Klaus Burger 2016, 2021 |
| Grüne  | Erstmandat      | Andrea Bogner-Unden 2016, 2021, Mandat niedergelegt am 31. Dezember 2024 Christoph Höh, nachgerückt am 1. Januar 2025 |